# Motivlack

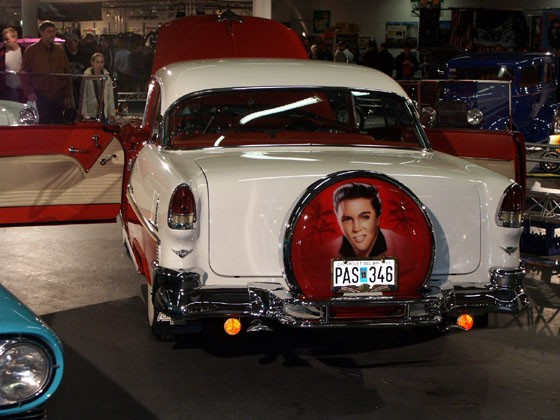
Reservhjul med motivlack.

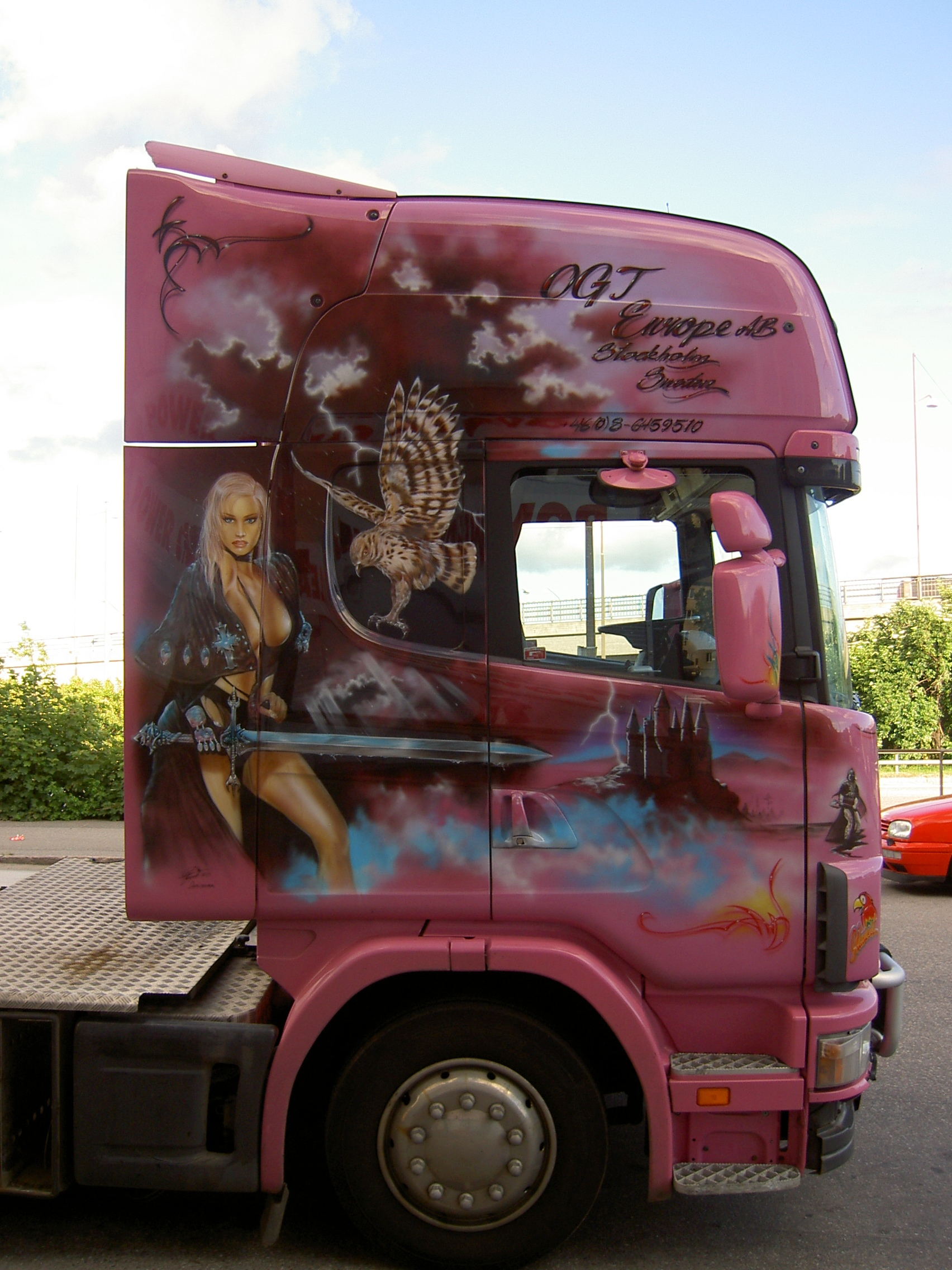
Motivlackad lastbilshytt

En motivlack är en målning på till exempel bilar, lastbilar eller motorcyklar. Motivlackering utförs normalt genom att spruta snabbtorkande lackfärg i många tunna skikt efter varandra med en airbrush. När motivet är färdigmålat appliceras vanligen en klarlack för att skydda målningen.